# Matewan (película)
Matewan es una película estadounidense de 1987, del género dramática, dirigida por John Sayles.

## Sinopsis
En los años 1920, las minas de carbón de Virginia Occidental están controladas por poderosas compañías que pagan salarios muy bajos para que los precios sean competitivos. Parte de la mano de obra está formada por inmigrantes negros del sur. Cuando los mineros de Matewan se declaran en huelga, la desesperación y la violencia no tardan en aparecer.

## Reparto
| Actor             | Personaje        |
| ----------------- | ---------------- |
| Chris Cooper      | Joe Kenehan      |
| Mary McDonnell    | Elma Radnor      |
| Will Oldham       | Danny Radnor     |
| David Strathairn  | Sid Hatfield     |
| Ken Jenkins       | Sephus Purcell   |
| Kevin Tighe       | Hickey           |
| Gordon Clapp      | Tom Griggs       |
| Bob Gunton        | C.E. Lively      |
| Joe Grifasi       | Fausto           |
| Josh Mostel       | Cabell Testerman |
| Tom Wright        | Tom              |
| Davide Ferrario   | Gianni           |
| John Sayles       | Pastor           |
| Frank Hoyt Taylor | Al Felts         |
| Mason Daring      | Picker           |
| James Earl Jones  | Few Clothes      |

## Producción
El desarrollo para hacer la obra cinematográfica comenzó a principios de la década de 1980. Sayles buscó mantener desde el comienzo su producción libre de la influencia del estudio, lo que no fue fácil. Aseguró los fondos mientras también trabajaba en otros proyectos. En 1987, finalmente, había obtenido el presupuesto de la película a través de inversionistas independientes y una pequeña empresa de distribución, Cinecom.
Una vez asegurado el presupuesto, se empezó el rodaje en Virginia Occidental para conseguir así la máxima autenticidad visual respecto a la trama de la película. La filmación duró un poco menos de dos meses.

## Premios y nominaciones
- Premio Óscar a la mejor fotografía para Haskell Wexler